# 1988 en animation asiatique
Voir aussi: 1988 au cinéma - 1988 à la télévision
1987 en animation asiatique - 1988 en animation asiatique - 1989 en animation asiatique

## Principales diffusions au Japon

### Films
- 6 février : Legend of the Galactic Heroes: My Conquest is the Sea of Stars
- 13 février : La Légende de la forêt - première partie (Mori no densetsu) à l'occasion de la remise du prix Asahi
- 12 mars : La Guerre des dieux
- 12 mars : Mobile Suit Gundam : Char contre-attaque
- 12 mars : Mobile Suit SD Gundam (en)
- 16 avril : Le Tombeau des lucioles
- 16 avril : Mon voisin Totoro
- 9 juillet : Dragon Ball : L'Aventure mystique
- 16 juillet : Akira
- 23 juillet : Les Guerriers d'Abel
- 1er octobre : Hiatari Ryoko! Ka - su - mi: Yume no Naka ni Kimi ga Ita
- 15 octobre : Bakayaro! I'm Plenty Mad

### OVA
- 25 mai : Mobile Suit SD Gundam (en)
- 25 octobre : Demon City Shinjuku
- 21 décembre : Legend of the Galactic Heroes

### Séries télévisées
- 10 janvier : Petit Lord (le) (小公子セディ, Shōkōshi Sedi?)
- 12 avril : Transformers: Supergod Master Force (トランスフォーマー・超神マスターフォース -, Toransufômâ: Chôjin masutâ fôsu?)
- 13 avril : Borgman (超音戦士ボーグマン, Chōon Senshi Bōguman?)
- 15 avril : Adrien le sauveur du monde (魔神英雄伝ワタル, Mashin Eiyūden Wataru?)
- 15 avril : What's Michael?! (ホワッツマイケル？, Howattsu Maikeru??)
- 2 juillet : Tekken Chinmi (鉄拳チンミ, Tekken Chinmi?)
- 3 octobre : Anpanman (アンパンマン, Go! Anpanman?)